# Astochia metatarsata
Astochia metatarsata là một loài ruồi trong họ Asilidae. Astochia metatarsata được Becker miêu tả năm 1913. Loài này phân bố ở vùng Cổ Bắc giới và châu Á.